# Katoliška dežela Apulija
Katoliška dežela Apulija je skupno ime za škofije in nadškofije v istoimenski italijanski deželi Apulija (Regione Puglia). Obsega sledečih 19 škofij: San Severo, Manfredonia, Cerignola, Trani, Molfetta, Bari, Conversano, Brindisi, Lecce, Otranto, Ugento, Nardò, Oria, Taranto, Castellaneta, Altamura, Andria, Foggia, Lucera.
Po podatkih zbornika Istituto Centrale per il sostentamento del clero 2006 živi na površini 19.744 km² skupno 4.216.143 vernikov v 1.081 župnijah.
Čeprav so prvi verniki živeli tod že v prvih časih krščanstva, se je cerkvena organizacija začela urejati šele v četrtem stoletju, ko sta bili ustanovljeni škofiji Canosa in Eca. Zaradi zemljepisnega položaja dežele so bili ti kraji pravi most med rimsko in bizantinsko cerkvijo. Še posebno po propadu Vzhodnega rimskega cesarstva je ta dežela doživela pravo evangelizacijo s strani pravoslavne cerkve, čigar predstavniki so se tod množično naselili. V devetem in desetem stoletju so bili ti kraji popolnoma pravoslavni, o čemer še danes pričajo ostanki mnogih samostanov. Tudi ljudstvo je bilo popolnoma prežeto s kulturo, ki se je opazno razlikovala od ostale Italije. Rimokatoliška vera in z njo povezana kultura je dosegla Apulijo komaj v srednjem veku.